# Liste der Auslandsvertretungen des Südsudan

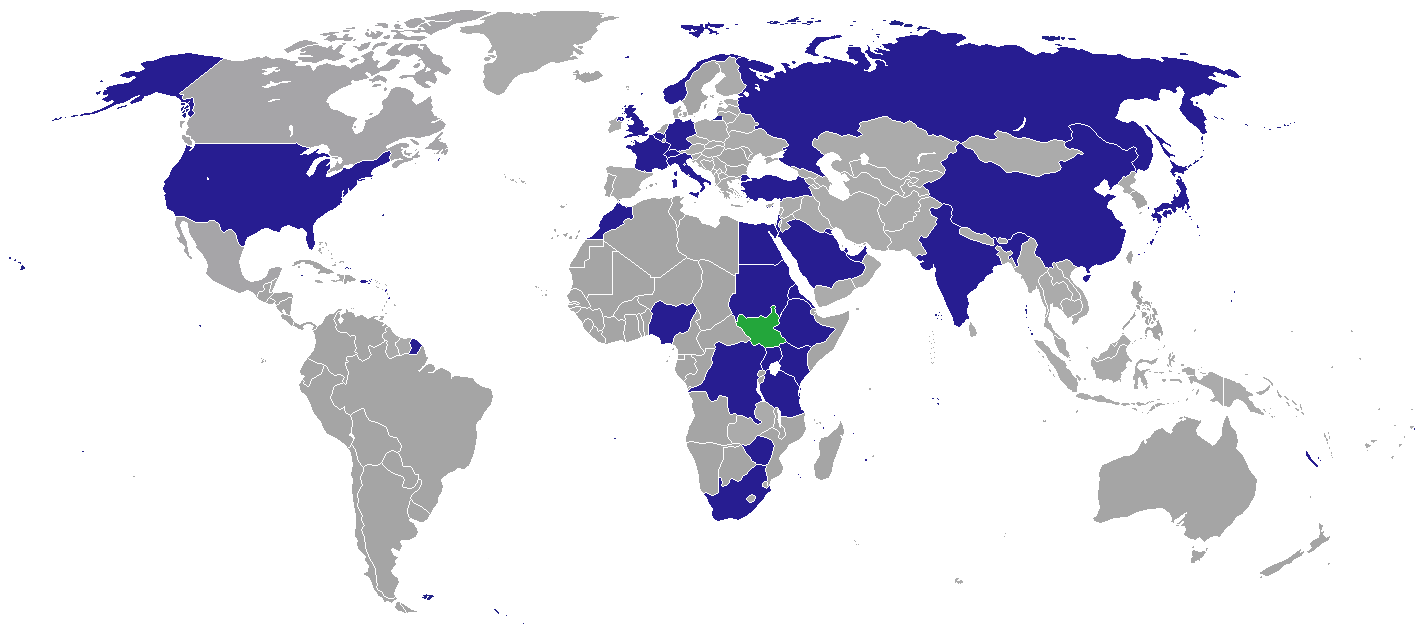
Standorte der diplomatischen Vertretungen des Südsudan

Dies ist eine Liste der diplomatischen und konsularischen Vertretungen des Südsudan.

## Diplomatische und konsularische Vertretungen

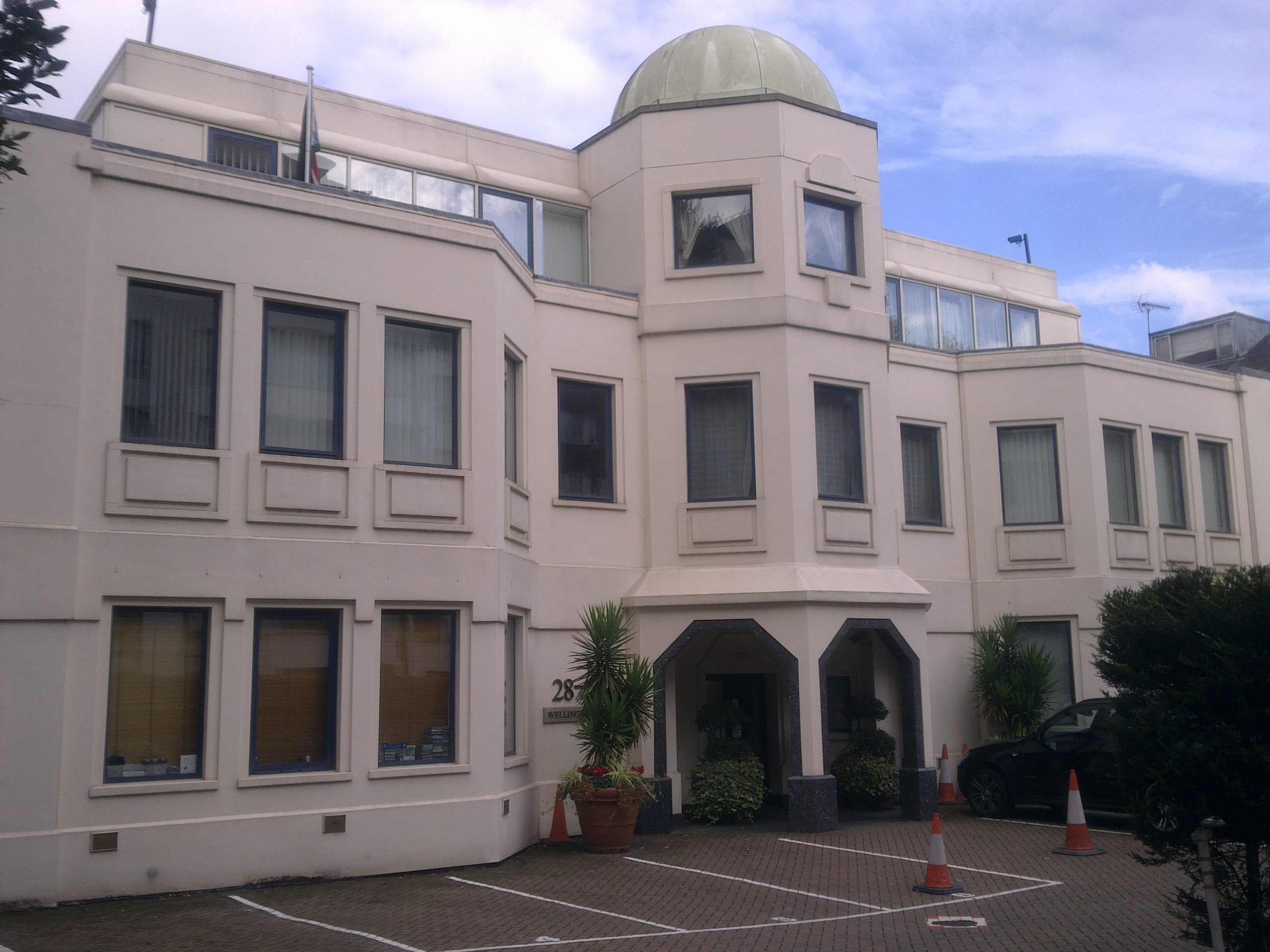
Südsudanesische Botschaft in London

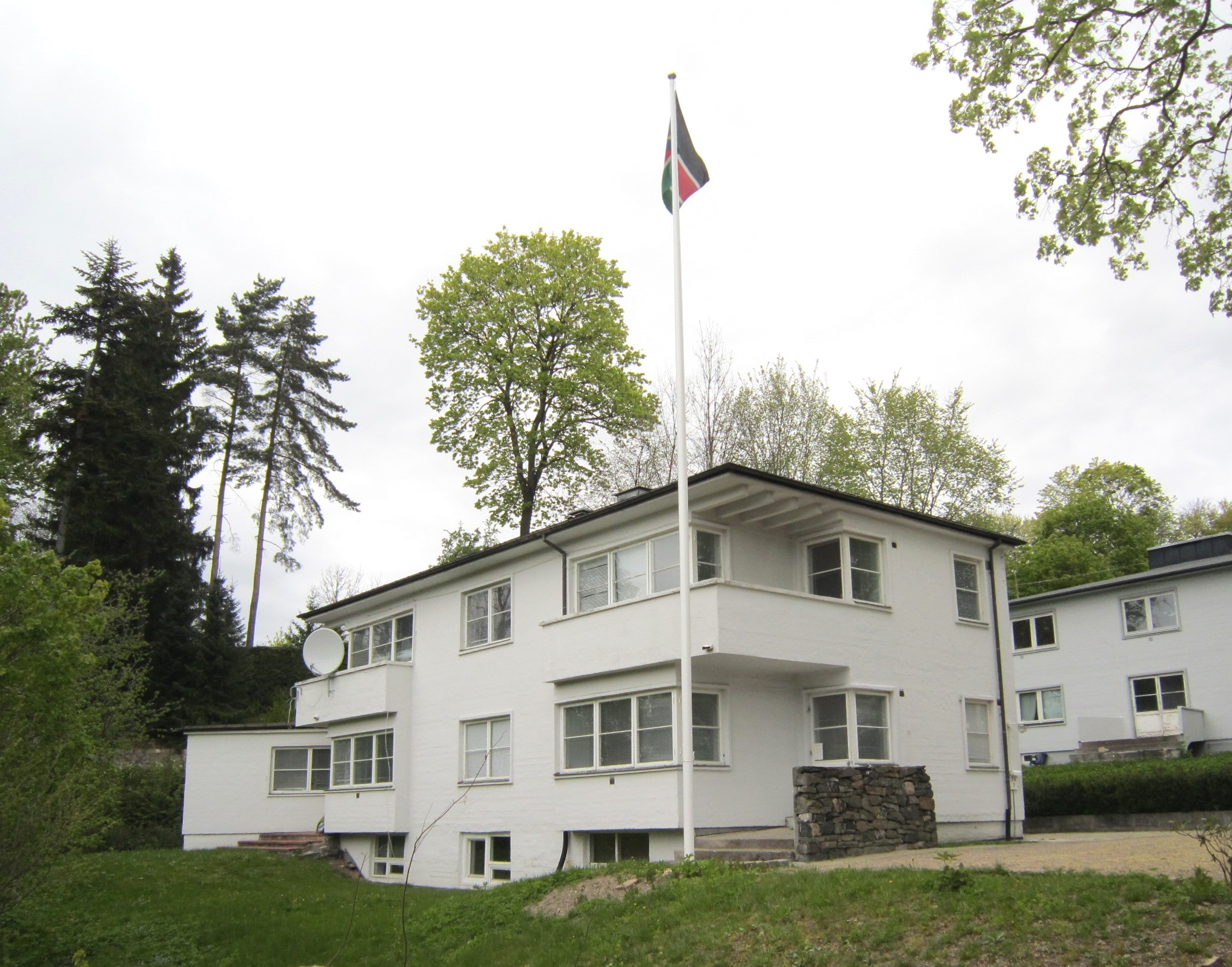
Südsudanesische Botschaft in Oslo

### Afrika
| - Ägypten: Kairo, Botschaft - Äthiopien: Addis Abeba, Botschaft - Demokratische Republik Kongo: Kinshasa, Botschaft - Eritrea: Asmara, Botschaft - Kenia: Nairobi, Botschaft - Marokko: Rabat, Botschaft | - Nigeria: Abuja, Botschaft - Simbabwe: Harare, Botschaft - Südafrika: Pretoria, Botschaft - Sudan: Khartum, Botschaft - Tansania: Daressalam, Botschaft - Uganda: Kampala, Botschaft |

### Amerika
- Vereinigte Staaten: Washington, D.C., Botschaft

### Asien
| - Volksrepublik China: Peking, Botschaft - Indien: Neu-Delhi, Botschaft - Israel: Tel Aviv, Botschaft - Japan: Tokio, Botschaft - Kuwait: Kuwait-Stadt, Botschaft | - Katar: Doha, Botschaft - Saudi-Arabien: Riad, Botschaft - Vereinigte Arabische Emirate: Abu Dhabi, Botschaft - Vereinigte Arabische Emirate: Dubai, Generalkonsulat |

### Europa
| - Belgien: Brüssel, Botschaft - Deutschland: Berlin, Botschaft - Frankreich: Paris, Botschaft - Italien: Rom, Botschaft - Norwegen: Oslo, Botschaft | - Russland: Moskau, Botschaft - Schweiz: Genf, Botschaft - Türkei: Ankara, Botschaft - Vereinigtes Königreich: London, Botschaft |

## Vertretungen bei internationalen Organisationen
- Europäische Union: Brüssel, Ständige Vertretung
- Vereinte Nationen: New York, Ständige Vertretung
- Vereinte Nationen: Genf, Mission